# Halalaimus gidanensis
Halalaimus gidanensis is een rondwormensoort uit de familie van de Oxystominidae. De wetenschappelijke naam van de soort is voor het eerst geldig gepubliceerd in 2002 door Nasira & Turpeenniemi.